# 臺灣護國神社
臺灣護國神社（たいわんごこくじんじゃ）是日治時期位在臺灣臺北州臺北市大直（今臺北市大直）的護國神社，位於臺灣神宮新境地的東側。現已改建為國民革命忠烈祠（圓山忠烈祠）。

## 歷史
護國神社為祭祀衛國殉難者英靈的神社，原稱為招魂社，1939年將所有招魂社名稱改為護國神社，且在各都道府縣及海外其他數地只能設立一座，於是在台灣也開始籌備設立，1940年7月18日公告設立臺灣護國神社。1941年1月15日，臺灣護國神社舉行地鎮祭動工，1942年5月22日舉行鎮座祭完工。
在二战後，原建築改為忠烈祠使用，中華民國政府也曾在此舉行烈士入祀祭典。1966年，臺灣護國神社建築拆除，改建為國民革命忠烈祠，僅剩原神社的一隻神馬流落至二二八和平紀念公園。

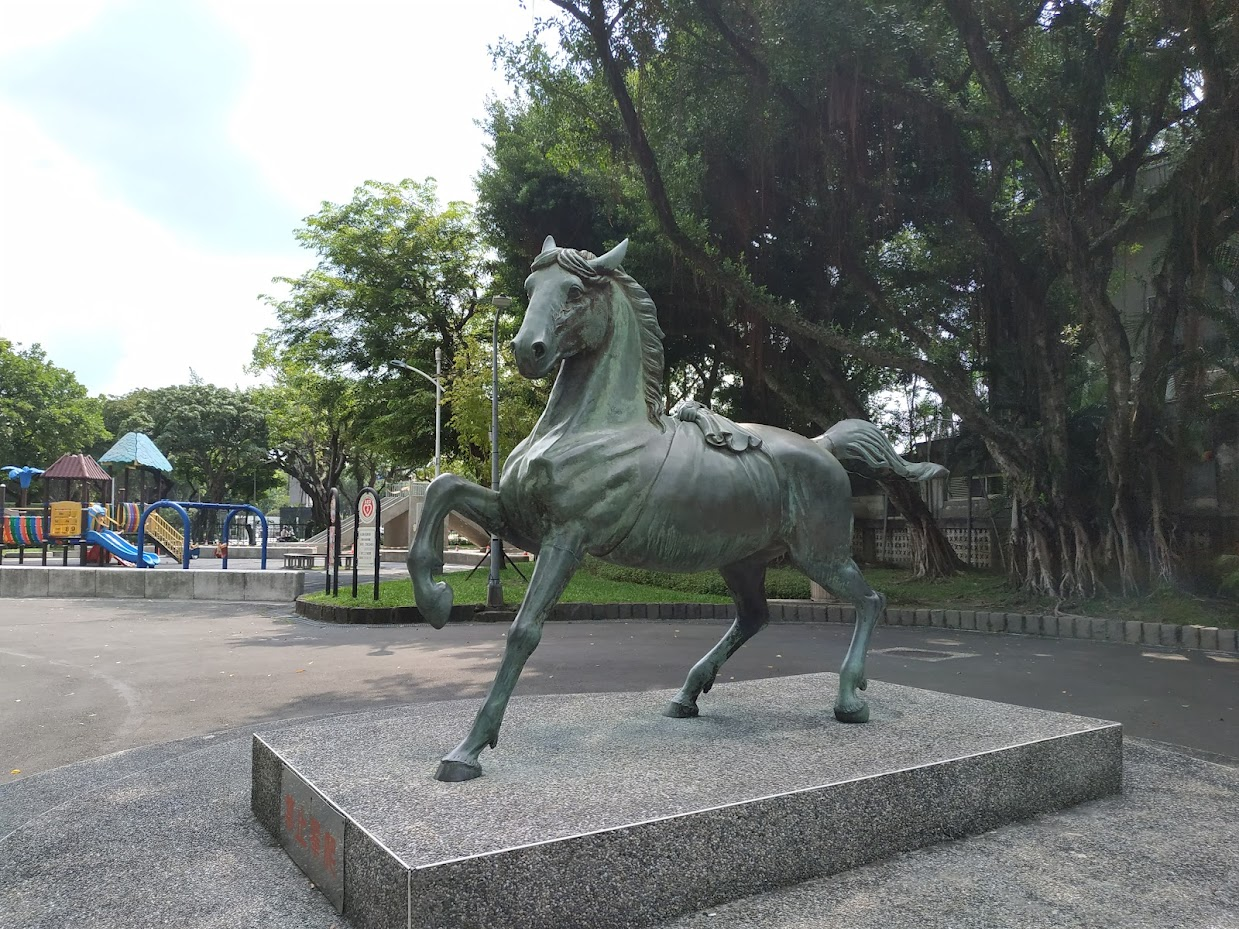
臺灣護國神社神社神馬

## 祭神
該神社供奉靖國神社裡面與臺灣有關的英靈，包含以下三類：
- 在臺灣戰歿的陸海軍或有官階者
- 戰歿時為台灣籍或住在台灣的內地者
- 在日本領臺後的事變而殉職者

例如山根信成、六氏先生（楫取道明、平井數馬、桂金太郎、井原順之助、中島長吉、關口長太郎）、田島三郎等人。

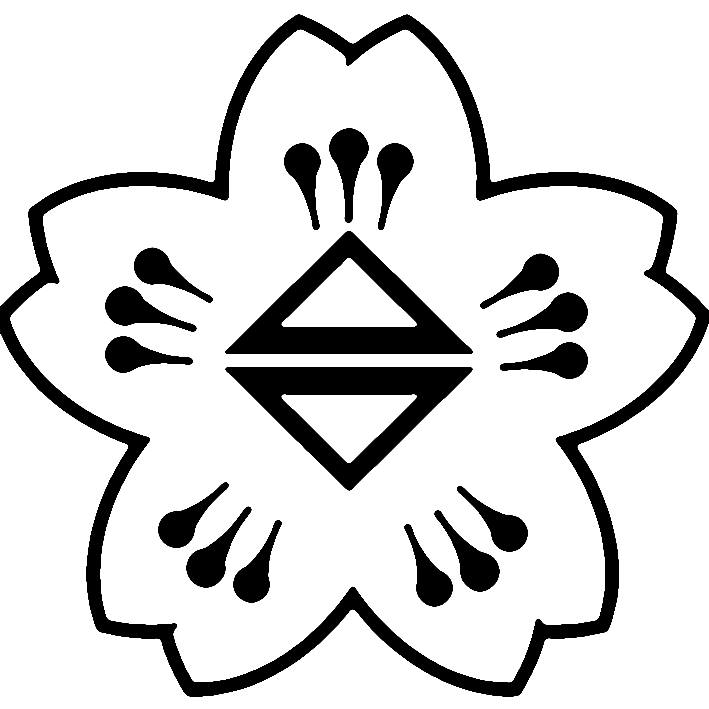
臺灣護國神社社紋。外側紋樣為櫻，內部是代表臺灣總督府的台字紋。

## 出處
1. 1 2  . 臺灣時報發行所. 1942-06-01. （原始内容存档于2021-06-19）.
2. ↑  《昭和十七年版　臺北市概況》，臺北市役所，98頁